# Бурый плоскоклювый мухоед
Бурый плоскоклювый мухоед (лат. Ramphotrigon megacephalum) — вид воробьиных птиц из семейства тиранновых. Выделяют четыре подвида.

## Распространение
Обитают в северной и центральной части Южной Америки. Живут в лесах, на плантациях, в зарослях интродуцированного азиатского бамбука.

## Описание
Длина тела 12,5-13,2 см; масса 13-15 г. Коричневые глаза, плоский чёрный клюв с тускло-розоватым основанием, ноги серые, слегка тяжелоголовый вид. Имеют темно-оливковую макушку и верхнюю часть тела, характерные беловатые или желтоватые надкрылья; крылья и хвост темные, две выступающие охристые дуги на крыльях, желто-оливковая кайма на маховых перьях; горло от беловатого до желтоватого оттенка, грудка серовато-оливковая со слабыми желтоватыми прожилками, брюхоо бледно-жёлтое. От Ramphotrigon fuscicauda отличаются меньшими размерами, чуть более светлой окраской, характерными светлыми надкрыльями. Самцы и самки выглядят одинаково.

## Биология
Насекомоядны. В кладке два яйца.